# 蓮慶寺 (愛知県阿久比町)
蓮慶寺（れんけいじ）は、愛知県阿久比町大字植大字石坂の真宗大谷派寺院。

## 沿革
- 永治元年（1141年） - 兼遵により、蓮智坊と称する天台宗寺院として創建される[WEB 1]。
- 文亀2年（1502年） - 13代目住職正了の代に至って、浄土真宗に改宗[WEB 1]。正了は、常滑の大野宮山城主佐治与九郎と同一人物であるともいう[WEB 1]。九鬼氏により落城させられた後、出家したと伝えられる[WEB 1]。
- 寛永元年（1624年） - 寺号を蓮慶寺に改名[WEB 1]。
- 文化8年（1811年） - 本堂が完成[WEB 1]。
- 1896年（明治29年） - 山門が再建される[WEB 1]。
- 1953年（昭和28年） - 南部保育園が開園[WEB 1]。
- 1959年（昭和34年） - 伊勢湾台風により本堂が被災したため、修復[WEB 1]。
- 1970年（昭和45年） - 本堂裏に石坂山墓地が整備される[WEB 1]。
- 1976年（昭和51年） - 南部保育園が社会福祉法人南部保育園となる[WEB 1]。

## 文化財
- 本堂[WEB 2]

文化8年（1811年）の建築。木造平屋建、瓦葺、建築面積538平方メートル。2013年（平成25年）6月21日登録有形文化財として登録。
- 大門[WEB 3]

1896年（明治29年）の建築。木造、瓦葺、間口4.5メートル。2013年（平成25年）6月21日登録有形文化財として登録。
- 土塀[WEB 4]

1951年（昭和26年）の建築。木造、瓦葺、総延長17メートル。2013年（平成25年）6月21日登録有形文化財として登録。
- 大門

## アクセス
- 自家用車の場合、知多半島道路阿久比インターチェンジより半田方面に10分程度[WEB 5]。境内駐車場として20台程度[WEB 5]。
- 公共交通機関利用の場合、名鉄河和線植大駅より徒歩5分[WEB 5]。

### WEB
1. 1 2 3 4 5 6 7 8 9 10 11  “蓮慶寺の縁起”.   蓮慶寺. 2024年9月28日閲覧。
2. 1 2 3 4  “蓮慶寺本堂”. 国指定文化財等データベース.   文化庁. 2024年9月16日閲覧。
3. 1 2 3 4 5  “蓮慶寺大門”. 国指定文化財等データベース.   文化庁. 2024年9月16日閲覧。
4. 1 2 3  “蓮慶寺土塀”. 国指定文化財等データベース.   文化庁. 2024年9月16日閲覧。
5. 1 2 3  “蓮慶寺”.   蓮慶寺. 2024年9月28日閲覧。